# Mingosy
Mingosy – wieś w Polsce położona w województwie mazowieckim, w powiecie siedleckim, w gminie Kotuń. Ma status sołectwa. Leży przy trasie europejskiej E30.
Wierni Kościoła rzymskokatolickiego należą do parafii św. Aleksego w Oleksinie.
W latach 1975–1998 miejscowość administracyjnie należała do województwa siedleckiego.
Mingosy są miejscem urodzenia lekkoatletki Marzeny Wysockiej.